# Gold Against the Soul
Gold Against the Soul es el segundo álbum de estudio de la banda de rock galesa Manic Street Preachers, publicado el 21 de junio de 1993.

## Lista de canciones
Todas las letras escritas por Richey Edwards and Nicky Wire, toda la música compuesta por James Dean Bradfield y Sean Moore. 
| N.º | Título                                   | Duración |  |
| 1.  | «Sleepflower»                            | 4:51     |  |
| 2.  | «From Despair to Where»                  | 3:34     |  |
| 3.  | «La Tristesse Durera (Scream to a Sigh)» | 4:13     |  |
| 4.  | «Yourself»                               | 4:11     |  |
| 5.  | «Life Becoming a Landslide»              | 4:14     |  |
| 6.  | «Drug Drug Druggy»                       | 3:26     |  |
| 7.  | «Roses in the Hospital»                  | 5:02     |  |
| 8.  | «Nostalgic Pushead»                      | 4:14     |  |
| 9.  | «Symphony of Tourette»                   | 3:31     |  |
| 10. | «Gold Against the Soul»                  | 5:34     |  |

## Créditos
- James Dean Bradfield – voz, guitarras
- Richey Edwards - guitarra
- Sean Moore – batería
- Nicky Wire – bajo